# Knut Johannesen

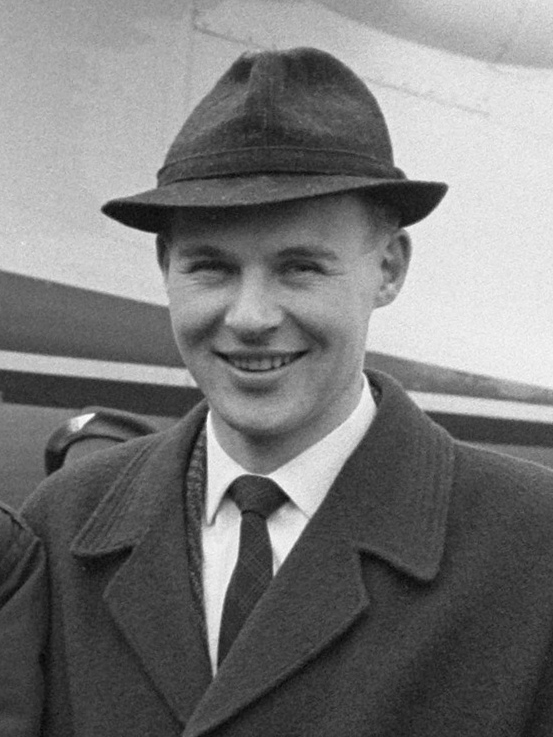
Knut Johannesen, 1962.

Knut "Kupper’n" Johannesen, född 6 november 1933 i Oslo, är en norsk före detta skridskoåkare. Johannesen blev världsmästare allround i Östersund 1957. Han blev olympisk guldmedaljör på 10 000 meter vid vinterspelen 1960 i Squaw Valley. Han putsade då det gällande världsrekordet på sträckan med 46 sekunder.